# Женщины на Американских Виргинских островах

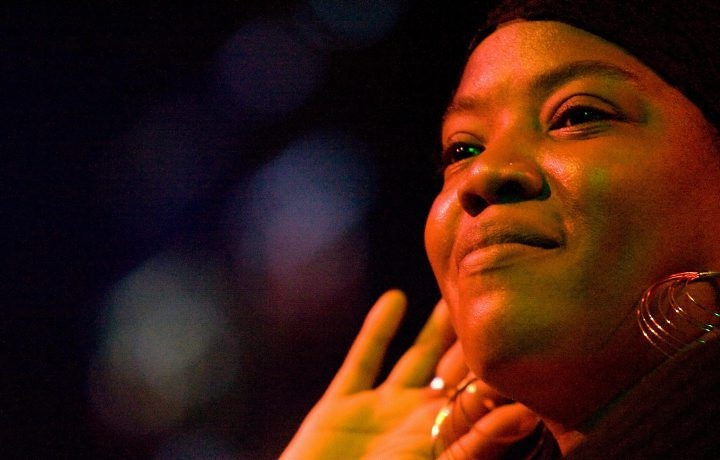
Дезари, вокалистка и музыкант в стиле регги, родом с Виргинских островов США

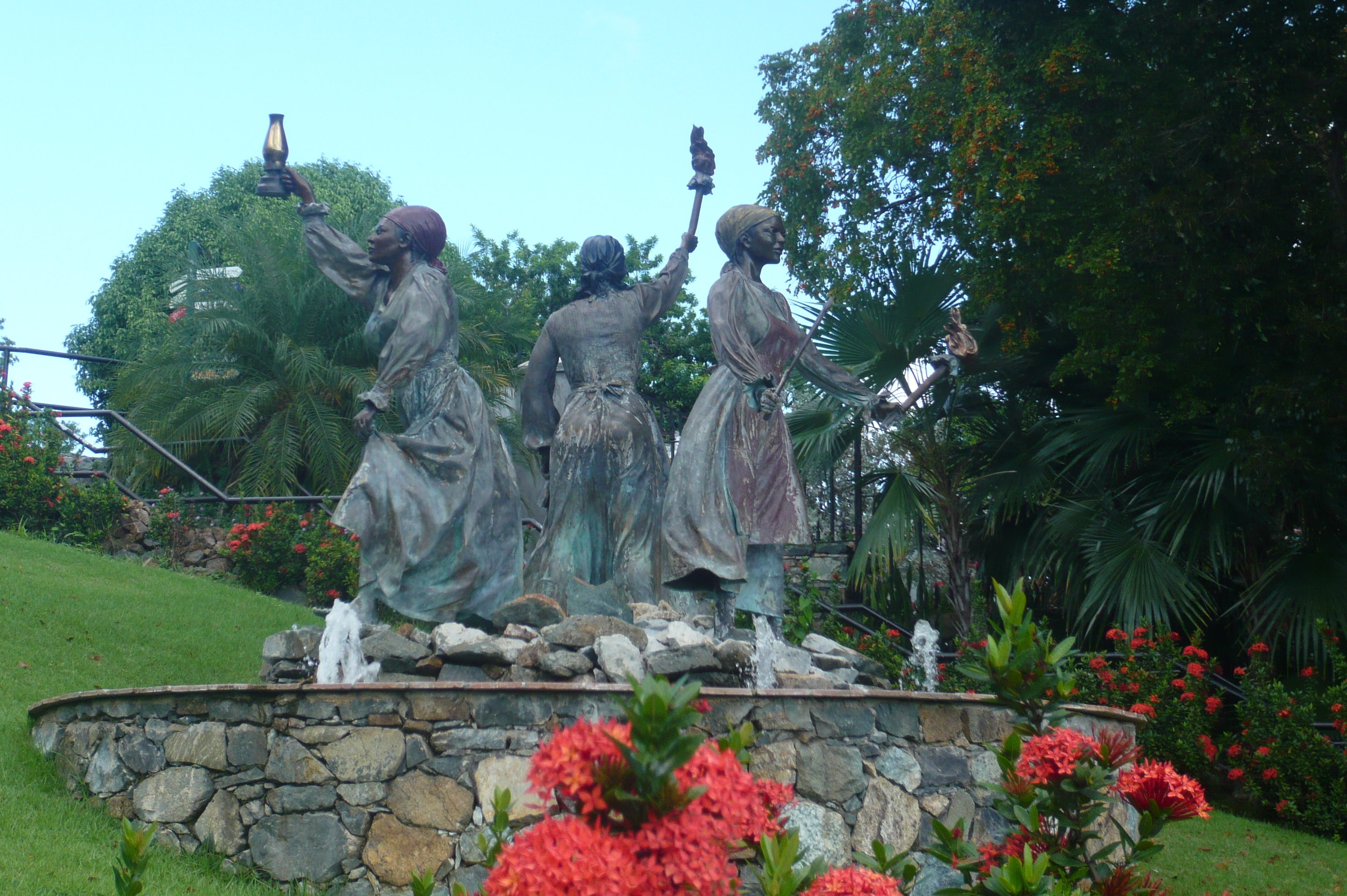
Фонтан Трёх Королев в Замке Чёрной Бороды в честь организаторов восстания Файберна: Королев Мэри, Агнес и Матильды

Женщины на Американских Виргинских островах всё активнее принимают участие в экономике, бизнесе и политике. Примером этого приводится, например, Восстание поджогов на Санта-Крус, произошедшее 1 октября 1878 года, которое возглавила возглавила работница тростникового поля, известная как «Королева Мария». В качестве другого примера справочник приводит учреждение в 1999 году Управлением малого бизнеса США Женского делового центра Виргинских островов с целью «поощрения и обучения» женщин-предпринимателей.
Женщины на островах смогли занять такие должности, как председатель Сената и председатель территориального суда. В 2006 году 53,2 % женщин старше 15 лет были трудоустроены, составляя чуть меньше половины (46,2 %) рабочей силы региона.
Согласно переписи 1995 года, 34 % семей региона — матери-одиночки; это могло быть связано с ростом числа внебрачных подростковых беременностей. Забота о младенцах - традиционная обязанность женщин Виргинских островов, она включает в себя обеспечение грудного вскармливания с добавлением бутылочных смесей; в традиционных семьях, придерживающихся народных верований, мать обычно даёт ребёнку травяной чай, чтобы вызвать сон. На 2002 год сообщается о доступности методов планирования семьи, 75 % женщин детородного возраста сообщало об использовании тех или иных методов контрацепции, преимущественно современных. В среднем на одну женщину приходится 1,9 детей.
Женщины островов чаще, чем мужчины, заканчивают среднюю школу. Также женщины реже, чем мужчины, используют диалекты в своей речи.
В регионе продолжает расти уровень охраны материнского и детского здоровья; женщины регулярно делают маммографию и сдают PAP-тест. Их средняя продолжительность жизни — 82,26 лет (на шесть лет больше, чем у мужчин).
В 1981 году феминистка Одри Лорд была среди основателей Коалиции женщин Санта-Крус, которая поддерживает жертв домашнего насилия и сексуальных домогательств. Также среди известных уроженок региона — «бабушка саночного спорта» Анна Абернати.